# Ophthalmis conferta
Ophthalmis conferta là một loài bướm đêm trong họ Noctuidae.